# 納米研究 (學術期刊)
《納米研究》（Nano Research）是一份由施普林格科學+商業媒體出版，並經同行评审的科学期刊。它涵盖了有關纳米技术的所有领域之研究。
其為讀者提供權威綜合評論、通信和全文格式的原創前沿研究。
其會徵集有關納米技術的所有主題領域的投稿，包含納米材料科學的基本層面到納米材料的實際應用。其亦會快速審查所徵文章，以確保有關研究得以儘快發表，這亦是《納米研究》的關鍵特徵。

## 外部連結
- 官方网站